# Amblin Entertainment
Amblin Entertainment — американська компанія, що займається виробництвом кіно- і телепродукції; заснована Стівеном Спілбергом спільно з продюсерами Кетлін Кеннеді і Френком Маршаллом в 1980 році. Компанія займається виключно продюсуванням, і ніколи не випускала власних фільмів. 
Логотип компанії являє собою силует летять на велосипеді, на тлі повного Місяця, Інопланетянина і Еліота з однойменного фільму. 
Назва компанії було дано на честь короткометражного фільму, що став першим комерційно успішним творінням Стівена Спілберга, під назвою «Amblin'» 1968 року випуску. Логотип компанії з 1980 року — місяць і велосипед. Справа місяця і велосипеда слово «AMBLIN» синього кольору. А знизу слова «AMBLIN» з місяцем і велосипедом слово червоного кольору «ENTERTAINMENT».